# Hela Riabi
Hela Riabi – (18 de febrero de 1987) es una deportista tunecina que compite en lucha libre. Ganó dos medallas en los Juegos Panafricanos, de oro en 2015. Ha ganado siete medallas en el Campeonato Africano entre los años 2007 y 2016. Participó en los Juegos Olímpicos de Río de Janeiro 2016, consiguiendo un 18.º puesto. Obtuvo una medalla de bronce en los Juegos Mediterráneos de 2013. 

## Palmarés internacional
| Juegos Panafricanos  | Juegos Panafricanos               | Juegos Panafricanos | Juegos Panafricanos |
| Año                  | Lugar                             | Medalla             | Categoría           |
| -------------------- | --------------------------------- | ------------------- | ------------------- |
| 2007                 | Argel (Argelia)                   | Medalla de plata    | 55 kg               |
| 2015                 | Brazzaville (República del Congo) | Medalla de oro      | 60 kg               |
| Campeonato Africano  |                                   |                     |                     |
| Año                  | Lugar                             | Medalla             | Categoría           |
| 2007                 | El Cairo (Egipto)                 | Medalla de plata    | 55 kg               |
| 2008                 | Túnez (Túnez)                     | Medalla de oro      | 59 kg               |
| 2009                 | Casablanca (Marruecos)            | Medalla de oro      | 59 kg               |
| 2010                 | El Cairo (Egipto)                 | Medalla de bronce   | 59 kg               |
| 2013                 | Yamena (Chad)                     | Medalla de oro      | 59 kg               |
| 2014                 | Túnez (Túnez)                     | Medalla de oro      | 58 kg               |
| 2016                 | Alejandría (Egipto)               | Medalla de oro      | 60 kg               |
| Juegos Mediterráneos |                                   |                     |                     |
| Año                  | Lugar                             | Medalla             | Categoría           |
| 2013                 | Mersin (Turquía)                  | Medalla de bronce   | 59 kg               |